# Curcuma micrantha
Curcuma micrantha là một loài thực vật có hoa trong họ Gừng. Loài này được Jana Leong-Škorničková và Sutthinut Soonthornkalump mô tả khoa học đầu tiên năm 2021. Mẫu định danh: Sutthinut Soonthornkalump Sutt-214; thu thập ngày 27 tháng 5 năm 2020 ở cao độ ~100 m tại phó huyện Wang Khuang, huyện Phran Kratai, tỉnh Kamphaeng Phet, trung bắc Thái Lan. Tên địa phương: krachiao dong (กระเจียวดง), nghĩa đen là nghệ hoang. Được xếp trong phân chi Hitcheniopsis.

## Từ nguyên
Tính từ định danh có nguồn gốc từ tiếng Hy Lạp micro- nghĩa là nhỏ, vi mô, và -anthos nghĩa là hoa; ở đây là để nói tới hoa nhỏ của loài này.

## Phân bố
Có tại các tỉnh Kamphaeng Phet và Tak ở miền trung bắc Thái Lan. Môi trường sống là rừng khộp (Dipterocarpaceae) lá sớm rụng vùng đất thấp, ở cao độ 100–150 m. Cây ra hoa vào mùa mưa kéo dài từ cuối tháng 5 đến tháng 10. Ngủ đông từ tháng 11 đến đầu tháng 12. Hoa nở vào buổi sáng và kéo dài một ngày.

## Mô tả
Cây thảo thân rễ sống lâu năm, cao 25–60 cm. Thân rễ hình cầu đến hình trứng, 0,8-1,4 × 0,75-1,5 cm, đôi khi có các nhánh bên 0,8-1 × ~0,4 cm, vỏ trắng ánh vàng (thân rễ non) đến nâu nhạt, phủ một lớp vảy màu gỉ sắt và rữa nát, ruột trắng kem, hơi thơm, vị nhạt; củ rễ hình trứng đến hình thoi, 1-1,9 × 0,8-1,5 cm, vỏ nâu nhạt, ruột trắng. Chồi lá 3-4 lá khi ra hoa; thân giả dài đến 40 cm, gồm 1-2 bẹ không lá và 3-4 bẹ lá, màu xanh lục ánh nâu đỏ ở gốc, nhẵn nhụi; lưỡi bẹ dài 1-2,5 mm, 2 thùy, như thủy tinh, màu trắng ánh lục, nửa trong mờ, nhẵn nhụi, trừ ít lông dài ~0,1 mm ở mép trên; cuống lá dài 13–33 cm, có rãnh, màu xanh lục, nhẵn nhụi; phiến lá hình elip hẹp, (9,5-)12-27 × (2,5-)4,5-7,8 cm, mặt gần trục màu xanh lục sẫm, mặt xa trục hơi nhạt hơn, nhẵn nhụi cả hai mặt, gân giữa màu xanh lục, mép như thủy tinh, rộng ~0,1 mm, nhẵn nhụi, đáy tù đến lệch, đỉnh nhọn thon đến nhọn thon hẹp. Cụm hoa trung tâm; cuống cụm cao hơn thân giả 10–15 cm, màu xanh lục nhạt (phần lộ ra ngoài), nhẵn nhụi; chùm xim 5-7,5 × 2,2–3 cm, gồm 8-13 lá bắc sinh sản và 2-9 lá bắc mào; lá bắc mào hình elip đến hình trứng, 7-23 × 5–12 mm (ở gốc lớn nhất, trên cùng nhỏ nhất), đỉnh nhọn thon, màu trắng với đỉnh màu xanh lục, phần lớn thường với ánh hồng đến hơi đỏ (mức độ ánh thay đổi từ nhạt đến đậm), nhẵn nhụi cả hai mặt trừ một ít lông dài ~0,1 mm trên mặt xa trục của đỉnh; lá bắc sinh sản hình trứng ngược rộng, 13-17 × 15–18 mm, hợp sinh ở 1/2 đáy, màu xanh lục giàu ánh nâu đỏ (hiếm khi chỉ thuần xanh lục), nhẵn nhụi cả hai mặt, đỉnh nhọn rộng đến tù, uốn ngược mạnh; xim hoa bọ cạp xoắn ốc đến 6 hoa ở các lá bắc sát gốc nhất, số lượng giảm dần về phía trên; lá bắc con hình tam giác, 3-5 × 2,5–5 mm, rộng ở gốc (lá bắc con bên ngoài lớn nhất), như thủy tinh, màu trắng nửa trong mờ, nhẵn nhụi (hiếm khi với ít lông dài ~0,1 mm ở đỉnh), đỉnh hơi lõm. Hoa dài 2-2,1 cm, hầu như không thò ra ngoài lá bắc; đài hoa dài 4–5 mm, 3 răng, có vết xẻ một bên 0,7–1 mm, răng dài ~0,5 mm với đầu tù, màu trắng nửa trong mờ, nhẵn nhụi (thỉnh thoảng có ít lông trên răng); ống hoa dài 1,2-1,5 cm, hình trụ hẹp ở gốc, hơi nở ở phần xa, mặt ngoài màu trắng, nhẵn nhụi, mặt trong màu trắng và nhẵn nhụi, phần xa (gần họng) gần trục màu vàng nhạt, xa trục màu tía nhạt, có lông tơ ở nửa đỉnh; thùy tràng lưng hình elip, 4,5-5 × ~2,5 mm, màu trắng, nhẵn nhụi, đỉnh tù, lõm, với ít lông ngắn; các thùy tràng bên 4-5 × 2-2,5 mm, hình elip đến gần hình tam giác với đỉnh tù và lõm, màu trắng, nhẵn nhụi; cánh môi 6-6,5 × 3,5–4 mm, hình trứng ngược với đỉnh chẻ đôi khó thấy (vết chẻ dài 0,6-1,5 mm), màu trắng với dải giữa màu vàng nhạt gồm 2 đường trung tâm phồng lên và kéo dài từ đáy cánh môi đến khoảng 1/2-2/3 về phía đỉnh, đáy có lông, hai bên và đỉnh màu tía sẫm, với các đường nhạt hơn tỏa ra từ trung tâm về phía mép có răng cưa không đều, nhẵn nhụi; nhị lép bên hình elip, 5-6 × 1,5–2 mm, màu trắng hoặc tía rất nhạt, hai mặt nhẵn nhụi; nhị dài ~4 mm; chỉ nhị dài 1,9–2 mm, rộng ~1,5 mm ở đáy, ~0,9 mm ở điểm đính, màu hồng nhạt đến tía, nhẵn nhụi; bao phấn không cựa, hình trứng, dài 2-2,5 mm (bao gồm cả mào), rộng 1,3-1,5 mm ở gốc, mô liên kết màu trắng đôi khi với ánh hồng, với lông tuyến ở các bên và lưng; mào bao phấn tù rộng 0,5-1 × 0,95-1,25 mm, màu trắng hoặc với ánh hồng; mô vỏ bao phấn dài ~1,5 mm, nứt dọc theo toàn bộ chiều dài, phấn hoa màu trắng kem; không tuyến trên bầu; vòi nhụy màu trắng, nhẵn nhụi; đầu nhụy hình phễu không đều (mặt lưng dài hơn), ép theo chiều lưng-bụng, ~1 × 0,75 mm, màu trắng; lỗ nhỏ từ nhẵn tới mép có răng cưa không đều (không lông), hướng về phía trước; bầu nhụy từ hình cầu đến hình trứng, 1,5-2,2 × 1-1,5 mm, 3 ngăn, màu trắng kem, nhẵn nhụi, noãn đính trụ. Không thấy quả và hạt.
Tương tự như C. parviflora ở hình thể chung nhỏ, cụm hoa với các lá bắc mào màu trắng khác biệt và hoa với cánh môi màu tía, nhưng khác ở chỗ các lá bắc sinh sản đỡ 4-6 hoa, hoa nhỏ và chìm trong các lá bắc đỡ chúng với cánh môi hướng lên trên và không uốn ngược ra khỏi lá bắc, nhị lép và chỉ nhị màu tía; so với lá bắc sinh sản đỡ 2-3 hoa, hoa với cánh môi uốn ngược ra khỏi lá bắc, nhị lép và chỉ nhị màu trắng ở C. parviflora.
C. micrantha đã được trồng tại Vườn Thực vật Singapore kể từ khi các cây được du nhập vào đây năm 2003. Những cây này được mua từ một vườn ươm ở Thái Lan và vị trí chính xác của chúng không được biết đến. Loài này là một trong vài loài thường được gọi chung là C. parviflora, tên gọi từng được áp dụng rộng rãi cho một loạt các loài nghệ có hoa nhỏ, màu tía ở Thái Lan. Leong-Škorničková et al. (2013, 2014) chỉ ra rằng tổ hợp này cần được nghiên cứu thêm và kể từ đó đã mô tả C. prasina từ tổ hợp này.

## Sử dụng
Không có công dụng nào được báo cáo, ngoại trừ thỉnh thoảng cây được bán làm cây cảnh. Trong làm vườn, nó được biết đến với tên gọi "Chocolate curcuma", một tên gọi thông thường dùng để chỉ một kiểu hình với các lá bắc nhiều ánh đỏ màu gỉ sắt sẫm.